# Quốc lộ 1D
Quốc lộ 1D là một tuyến đường giao thông ở Duyên hải Nam Trung Bộ của Việt Nam.

## Lộ trình
Quốc lộ 1D là con đường tránh đèo Cù Mông nối phường Quy Nhơn Bắc ,tỉnh Gia Lai và xã Xuân Lộc, tỉnh Đắk Lắk. Tổng chiều dài toàn tuyến đường này là 33 km. Tuyến đường bắt đầu từ Ngã ba Phú Tài trên Quốc lộ 1, qua phía tây thành phố rồi chuyển hướng nam. Đường gặp lại Quốc lộ 1 ở ngã ba đầu cầu Bình Phú.
Đây là một tuyến đường chạy dọc theo khu vực du lịch ven biển của Quy Nhơn, Gia Lai và Xuân Lộc, Đắk Lắk. Tuyến quốc lộ 1D giúp cho việc phát triển các khu nghỉ mát dọc theo vùng biển này được thuận lợi.
Đầu tháng 9 năm 2018, xuất hiện việc các khách sạn, resort đấu nối vào quốc lộ khi chưa được phép, vi phạm an toàn giao thông. Đầu năm 2019, Báo Giao Thông phản ánh tình trạng quốc lộ 1D qua trên địa bàn tỉnh Bình Định bị hư hỏng, nhiều điểm xuất hiện hư hỏng dạng "ổ gà", gây mất an toàn giao thông và đã xử lí khắc phục sau đó.